# The White Helmets
The White Helmets (no Brasil e em Portugal, Os Capacetes Brancos) é um documentário de curta-metragem britânico de 2016 dirigido por Orlando von Einsiedel e produzido por Joanna Natasegara. Vencedor do Oscar de melhor documentário de curta-metragem na edição de 2017, segue a história de um grupo de voluntários conhecido como "os capacetes brancos", que protegem sírios da Guerra Civil Síria.